# Міжселенна територія Тазівського району
Міжселенна територія Та́зівського району (рос. Межселенная территория Тазовского района) — муніципальне утворення у складі Тазівського району Ямало-Ненецького автономного округу Тюменської області, Росія.
Згідно із законами територія напряму підпорядковується районній владі.
Населення міжселенної території становить 711 осіб (2017; 723 у 2010, 1471 у 2002).
Станом на 2002 рік присілок Мессо та село Тібейсале перебували у складі Тазовської селищної ради, присілок Напалково та село Тадебяяха перебували у складі Антипаютинської сільської ради, присілки Мтюйсале та Юрібей перебували у складі Гидинської сільської ради.

## Склад
До складу сільського поселення входять:
| Населений пункт      | Населення, осіб (2002) | Населення, осіб (2010) |
| -------------------- | ---------------------- | ---------------------- |
| Матюй-Сале, присілок | 463                    | 7                      |
| Мессо, присілок      | 626                    | -                      |
| Напалково, присілок  | 0                      | -                      |
| Тадебя-Яха, село     | 0                      | 0                      |
| Тібей-Сале, село     | 206                    | 716                    |
| Юрібей, присілок     | 176                    | 0                      |